# Couture du Temple
La Couture du Temple ou Culture du Temple est un micro quartier au nord-est du Marais situé entre les boulevards du Temple, des Filles-du-Calvaire et Beaumarchais à l’est, l’ancien enclos du Temple (parallèle à la rue Béranger), les  rues de Picardie, de Beauce à l’ouest, approximativement les rues Pastourelle, de Poitou, Debelleyme et Saint-Claude au sud. 
Ce petit quartier, dont neuf rues portent le nom de provinces de France, est construit au début du XVIIe siècle par lotissement à la suite de l'abandon du projet de place de France, de terres  agricoles, jardins maraichers et vergers, faisant partie du domaine des Templiers  et complété à la fin de ce siècle par l'urbanisation des terrains autour de l'actuelle rue Béranger.
Dans un sens plus large, la « couture du Temple » peut s'entendre de l'ensemble plus vaste des terres agricoles à l'origine, (« coutures » ou cultures) de cet ancien fief ecclésiastique, urbanisées à différentes époques.

## Le domaine du Temple
La censive de l’ordre des Templiers était un vaste domaine féodal qui s’étendait au nord de la rue de la Verrerie jusqu’à l’enclos du Temple (quadrilatère approximativement entre les actuelle rues du Temple, de Bretagne, du Petit-Thouars et de Picardie) et, au-delà, jusqu’en bas de la colline de Ménilmontant (rue de la Folie-Méricourt), en largeur entre les rues du Temple et Vieille-du-Temple.
Ce domaine fut agrandi par acquisitions de terres à la communauté de Saint-Lazare à l’est de la rue Vieille-du-Temple. Une partie de ce territoire à l’intérieur de l’enceinte de Philippe-Auguste (approximativement entre la rues de la Verrerie et la rue des Francs-Bourgeois) encore non bâtie à la date de l'édification de ce rempart vers 1190, se construit rapidement au cours des décennies suivantes. Le roi Philippe III retire de la juridiction du Temple en 1279 ce territoire peu étendu mais devenu très peuplé à cette date, et confirme les droits des Templiers au-delà de cette enceinte (approximativement de l'actuelle rue des Francs-Bourgeois jusqu'à l'emplacement de la rue de la Folie-Méricourt au pied de la colline de Ménilmontant).
Ce domaine situé sur la partie nord-est du cours préhistorique de la Seine est traversé par l’enceinte de Charles V construite de 1356 à 1358 renforcée autour de 1400 puis au début du XVIIe siècle. Cette zone inondable marécageuse est drainée à partir du XIIe siècle ce qui permet sa mise en culture, pâtures et céréales puis jardins maraichers et vergers. Le fossé de l’enceinte de Charles V améliore ce drainage.
Après la suppression de l’ordre des Templiers en 1307, ce domaine devient la propriété de celui qui lui succède, ordre
de « l’Hôpital »,  de « Saint-Jean de Jérusalem » ou  des « hospitaliers ». Les termes de « Temple » et de « Templiers » restent cependant les plus couramment utilisés après la suppression de l'ordre du Temple.

## Valorisation du domaine du Temple
Ce domaine est urbanisé  par lotissements successifs des terres agricoles à l'initiative des Templiers puis de l'ordre des hospitaliers. Ces opérations sont destinées à valoriser le patrimoine de l'ordre lors de l'expansion de la ville.

### La Villeneuve du Temple
Vers 1300, la Ville-Neuve du Temple est réalisée entre l'enclos du Temple et l'enceinte de Philippe-Auguste. Ce lotissement est constitué d'un réseau de rues parallèles entre la rue du Temple et l'actuelle rue des Archives .

### Le projet de place de France

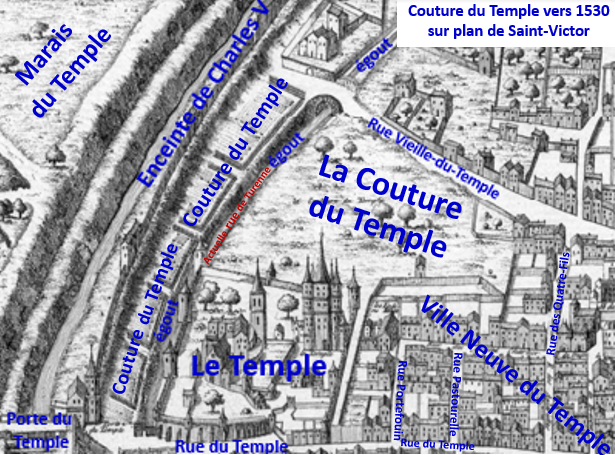
Couture du Temple en 1530 sur plan de Saint-Victor
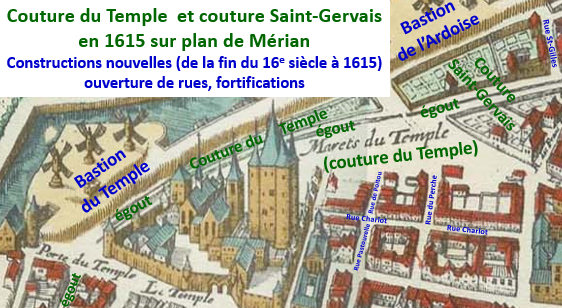
Couture du Temple en 1615 sur plan Mérian : espace encore peu construit
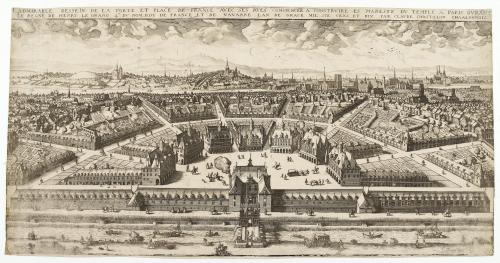
Projet de Place de France

Au début du XVIIe siècle, l’espace longeant la partie nord-est de l’enceinte de Charles V entre la  porte du Temple au nord, les rues Saint-Gilles et du Parc-Royal au sud était le seul territoire à l’intérieur de cette enceinte encore cultivé. La diminution de l'espace non bâti faisait suite au lotissement de la  culture Sainte-Catherine (autour de l’actuelle rue Sévigné) à partir de 1545 et celui de l’hôtel des Tournelles et de son parc pour l’aménagement de 1607 à 1612 de la place Royale, actuelle place des Vosges et l’urbanisation de l’espace compris entre cette place et la rue Saint-Gilles comprenant la construction du couvent des Minimes.
À l'exception des terres du domaine des hospitalières Saint-Gervais comprises entre les rues Saint-Claude, du Parc-Royal et de la Perle au sud, les rues Saint-Claude et Debelleyme  au nord  et de quelques parcelles de différents propriétaires dans les environs, encore à usage agricole en 1610 (ensemble urbanisé au cours des décennies suivantes), la plus grande partie de ce territoire non construit appartenait au grand prieur de l’ordre du Temple.
En 1607, Henri IV entreprend avec Sully la réalisation d’une place semi-circulaire de 156 mètres de diamètre  dans l’espace compris actuellement entre les boulevards Beaumarchais et des Filles-du-Calvaire à l’est, la rue des Filles-du-Calvaire au nord, la rue Saint-Gilles au sud. La place aurait  été bordée sur sa partie semi-circulaire de 7 pavillons identiques en briques et chainages de pierre sur arcades, et de deux bâtiments en longueur entourant une porte dans le rempart (à l'emplacement actuel du débouché de la rue du Pont-aux-Choux sur le boulevard). La place aurait été complétée par un nouveau quartier comprenant 8 rues en éventail au nom des provinces de France convergeant  au centre de la place et d’une rue concentrique à l’arrière. Ce projet était accompagné d’un canal navigable à l’emplacement du fossé de l’enceinte qui aurait contourné le nord de la ville de l'Arsenal jusqu'au bas de la colline de Chaillot évitant les embarras de la navigation au centre de Paris par les passages étroits sous les ponts de la Seine.
Le terrains (jardins et vergers) appartenant au grand prieur du Temple sont vendus aux enchères en décembre 1698 à un bourgeois de Paris Michel Pigou pour la somme de 44 000 livres à laquelle s’ajoute 8 000 livres d’indemnisation des jardiniers. Michel Pigou, qui était le prête-nom de plusieurs financiers ayant participé au lotissement de la rue Dauphine, s’engageait à tracer les rues, à bâtir selon les ordres de Sully et à verser les cens au prieuré du Temple.
Après un début d’exécution, le projet grandiose de place est abandonné après l’assassinat du roi en 1610, contrairement à celui de la place des Vosges lancé à la même époque mené à son terme.

### Lotissement du quartier des Provinces de France

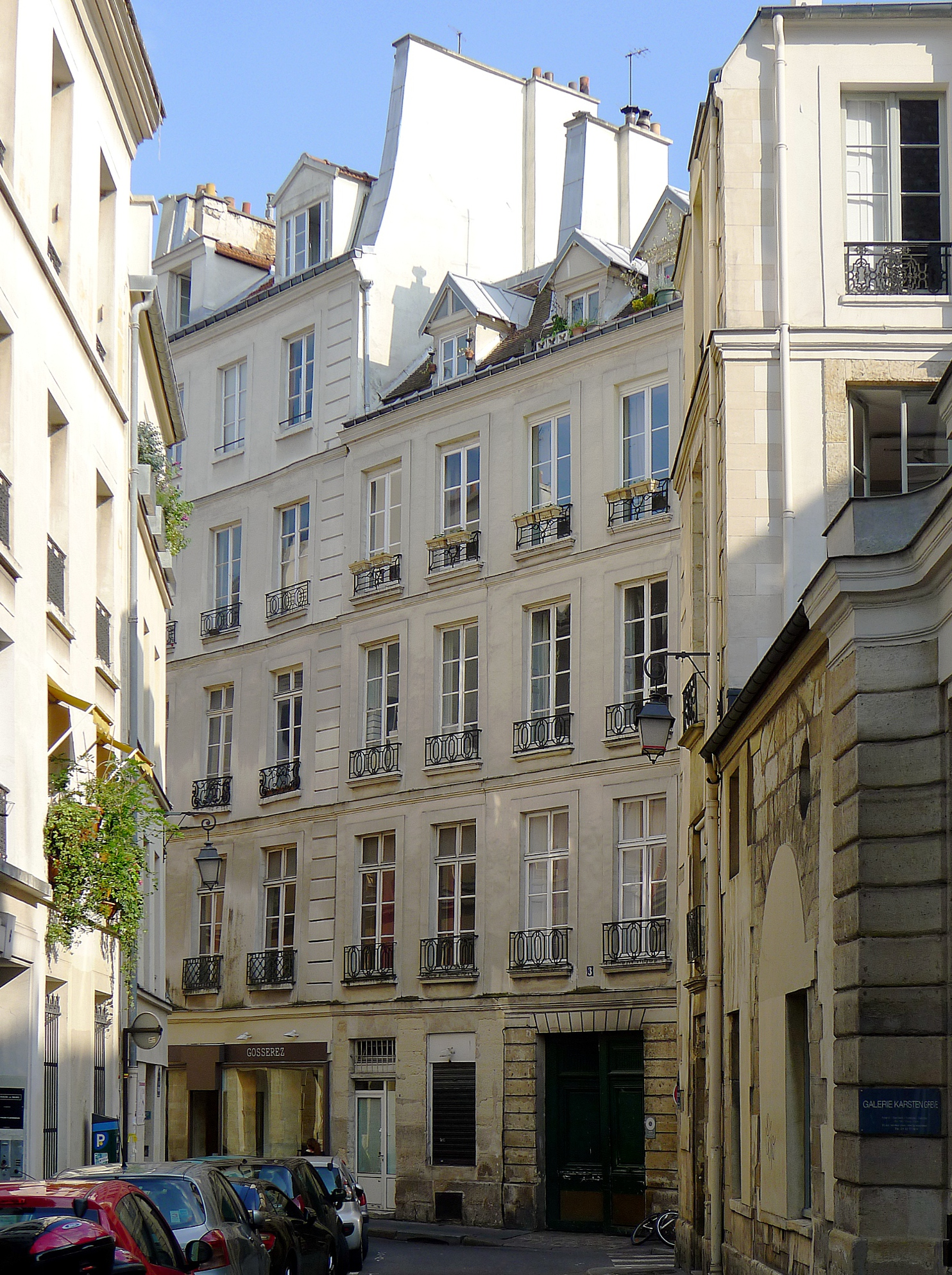
Rue Debelleyme : tracé en arc-de-cercle de la rue projetée à l’arrière de la place de France
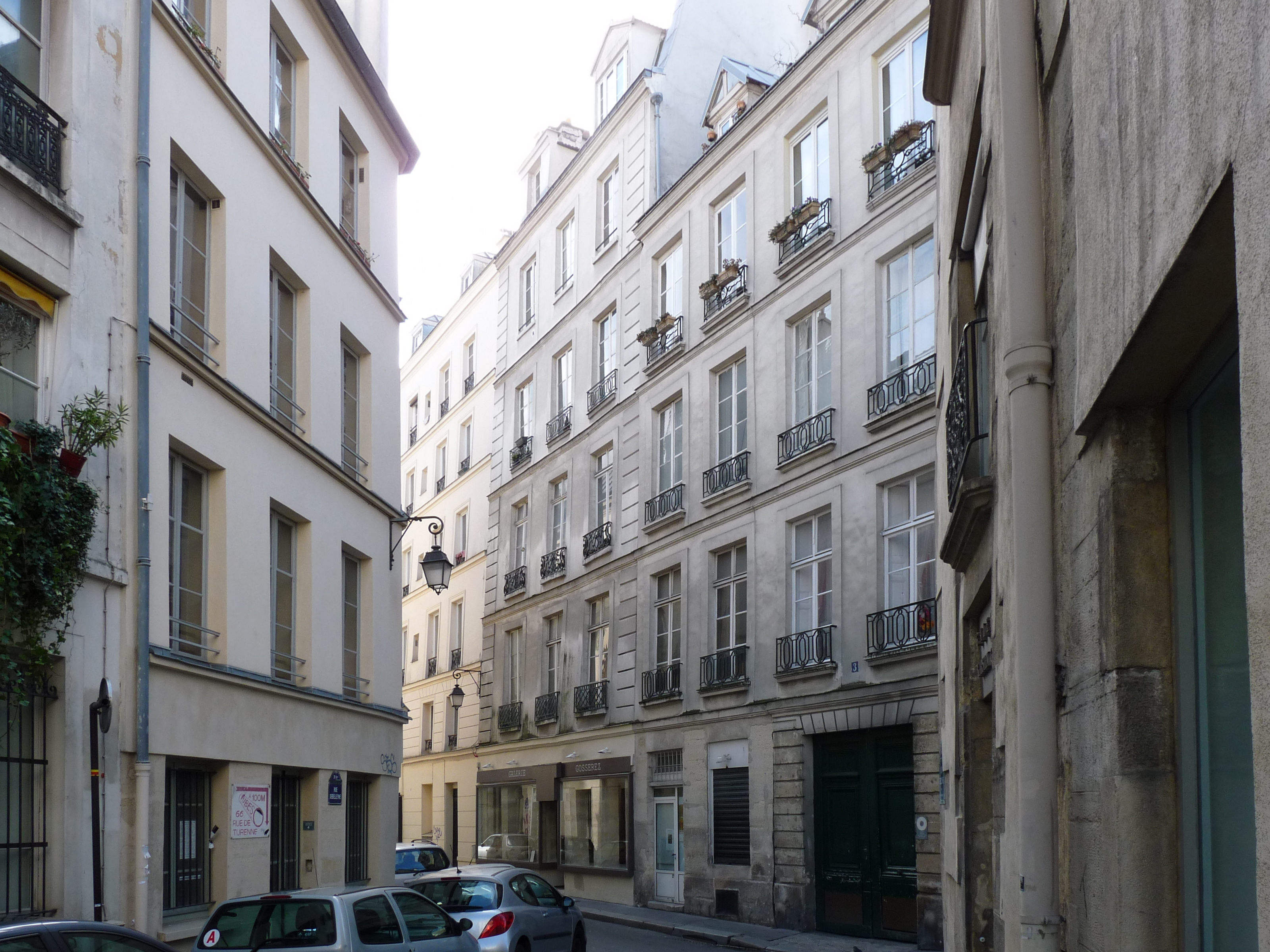
Rue debelleyme
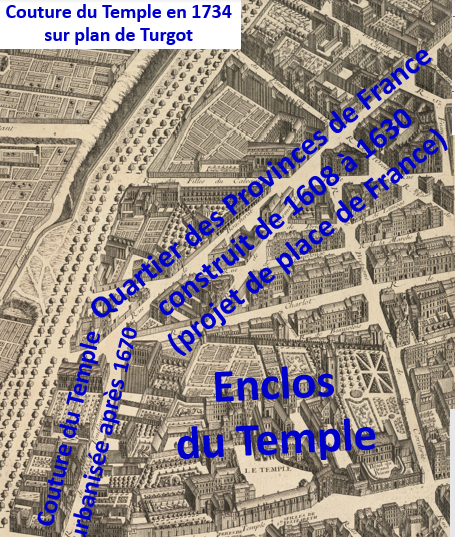
Couture du Temple en 1734 sur plan de Turgot

Malgré cet abandon, une impulsion avait été donnée, et le lotissement des terrains se poursuit au cours des années suivantes dans le prolongement de plusieurs rues  amorcées. Le tracé semi-circulaire de la rue Debelleyme  percée à cette date reproduit celui de la rue concentrique projetée à l'arrière de la place. Neuf rues portent le nom de provinces de France comme prévu.
La partie de la culture du Temple au nord du projet de place de provinces de France est lotie à partir de 1608 sur un plan orthogonal : rue du Perche, rue de Saintonge, rue Pastourelle et rue Charlot du nom du principal entrepreneur du lotissement.

### Autour de la rue Béranger
À la fin du XVIIe siècle, la bande de terrains en longueur entre l’enclos du Temple et le rempart, parcourue par un égout dans le prolongement de celui qui coulait à l’emplacement de l’actuelle rue de Turenne, restait le seul espace non encore urbanisé intra-muros.
La démolition de l’enceinte en 1670 remplacée par un cours, l’actuel boulevard du Temple, et le détournement de l’égout de la rue de Turenne vers l’extérieur du nouveau boulevard, permettent l’urbanisation à partir de 1690 de ce territoire autour de la rue de Vendôme, actuelle  rue Béranger.

### La Nouvelle Ville d’Angoulême
Le « Marais du Temple » entre le boulevard du Temple et la rue de la Folie-Méricourt était la dernière partie non construite du domaine du Temple et un des territoires encore en culture les plus proches du centre après l’urbanisation de la plupart des faubourgs et la construction dans les années 1760 et 1770 de nouveaux quartiers au nord des grands boulevards autour du grand égout recouvert à partir de 1760 (Chaussée d’Antin, Roule). Ce territoire est loti à partir de 1780, pour créer le quartier de la  Nouvelle Ville d'Angoulême. Ce quartier ne fait pas partie du Marais.

## AuXXIesiècle
Ce petit quartier à la périphérie du Marais comprend en majorité des rues assez calmes bordées de belles demeures des XVIIe siècle et XVIIIe siècle, la plupart restaurées à la fin du XXe siècle, quelques hôtels particuliers, une minorité d’ immeubles du XIXe siècle, peu de constructions récentes.
Le quartier n’a pas été touché par les percées haussmanniennes. À l’exception de la rue de Bretagne élargie en 1912, les rues ont conservé leur largeur d’origine. La rue de Turenne plus large, axe central du quartier, est une voie de moyenne importance à l’échelle de Paris, le grande artère des boulevards étant à l’extérieur.
Comme dans l’ensemble du Marais, les activités artisanales très présentes au XIXe siècle et jusqu’aux années 1960 ont pour la plupart disparu et le quartier très recherché, aux prix immobiliers élevés s’est fortement gentrifié. Le secteur est moins animé que la partie centrale du Marais avec une activité commerciale plus réduite, peu de sites touristiques  mais une architecture de qualité. Les galeries d’art se multiplient à mesure de la diminution des commerces de proximité.